# (172533) 2003 UO9
172533 (2003 UO9) là một tiểu hành tinh vành đai chính được phát hiện ngày 20 tháng 10 năm 2003 bởi James Whitney Young ở Đài thiên văn Núi bàn gần Wrightwood, California.